# Тельшяй
Тельшя́й, Тяльшя́й (лит. Telšiai, жем. Telšē, до 1917 года рус. Тельши, уст. нем. Telsche(n), Telschi) — город на северо-западе Литвы, административный центр Тельшяйского уезда и Тельшяйского района.

## История
В хрониках крестоносцев упоминается долина Талса (1317). Первое упоминание поселения в письменных памятниках относится к 1398. В XV веке упоминается Тельшевское поместье, в 1527 — Тельшевская волость.
В XVII веке Тельши получили магдебургские права. В первой половине XVII века в Тельшах обосновались бернардинцы (францисканцы). В конце XVII века вместо деревянного бернардинского монастыря выстроен каменный с часовней. В 1765 бернардинцы выстроили на высоком холме костёл, сочетающий элементы позднего барокко и классицизма. С 1926 именуется собором Святого Антония Падуанского.
В 1940-е годы еврейское население города составляло около 35 % от его общего населения — около 2800 человек. После вторжения в СССР он стал одним из центров Холокоста в Литве — 21 июня 1941 армия нацистской Германии оккупировала поселение, а 15—16 июля 1941 года нацисты и литовские коллаборационисты уничтожили почти всё еврейское население города — мужчины были убиты на месте, а женщин разделили — часть была убита на месте, но позже, в конце августа, а остатки перемещали по гетто Тельшая и Герулляя и окончательно уничтожили в конце декабря. Всего выжило 64 женщины, о выживших мужчинах данных нет.
В 1536 году был построен первый католический костёл и образован приход. В 1602 году Сигизмунд Ваза на месте старого костёла построил новый, также деревянный. Перестроенный в 1700 году, через 135 лет он был разобран из-за ветхости. Разрешение на постройку нового католического костёла не было получено. В 1867 году на том же месте была построена православная церковь. По решению суда в 1934 (по другим сведениям в 1935 году) земля с постройками была передана католическому приходу. Реконструированный храм 30 октября 1935 года был освящён епископом Юстинасом Стаугайтисом и епископом Франциском Бучисом во имя Вознесения Пресвятой Девы Марии.
Тельши были крупным центром еврейской культурной и религиозной жизни. Пожар 1908 года уничтожил большую часть деревянного города.
В советское время в городе компактно размещались три воинских части. В храме святителя Николая в 1988—1990 годах служил иеромонах Иларион (Алфеев), будущий митрополит Волоколамский, а затем митрополит Будапештский и Венгерский.

## Положение и общая характеристика
Расположен на северном берегу озера Мастис, в 201 км к северо-западу от Вильнюса, в 185 км от Каунаса и в 109 км к западу от Паневежиса. Железнодорожная станция на линии Шяуляй — Кретинга. Промышленный и культурный центр; центр жемайтийской культуры; неофициальная столица Жемайтии.
В городе работают четыре отделения почты, больница, центр первичной медицинской помощи, Тельшяйская духовная семинария имени епископа Винцентаса Борисявичюса, Тельшяйский факультет Вильнюсской художественной академии, 3 гимназии, 2 прогимназии, 4 основных и 1 начальная школа, а также школы музыкальная и художественная, школа для взрослых, 6 яслей-садов, детский дом, Жемайтийский драматический театра, музей «Алка». Важнейшие предприятия обрабатывающей промышленностии: пищевой — „Žemaitijos pienas“, мебельной — „Eliuda“, строительных материалов — „Telšių gelžbetonis“.

## Название и эмблема
В хрониках крестоносцев упоминается долина Талса. Название (рус. Тельши, 1584; Тельше, 1596) происходит от гидронима — названия реки (лит. Telšė), впадающей в озеро Мастис. Не имеющая исторического основания позднейшая легенда литературного происхождения связывает название города с основавшим его полководцем по имени Тельшюс. В литовском языке название во множественном числе, поэтому не рекомендуется склонять его как существительное мужского рода.
Герб дарован Станиславом Августом 6 декабря 1791 года вместе с подтверждением городских прав. На синем фоне изображён краковский епископ святой Станислав Щепановский.

## Население
| 1665    | 1823    | 1870    | 1897    | 1900    | 1923    | 1931    | 1939    | 1959    | 1970    | 1979    | 1989    |
| ------- | ------- | ------- | ------- | ------- | ------- | ------- | ------- | ------- | ------- | ------- | ------- |
| 300     | ↗5000   | ↗6481   | ↘6205   | ↗6288   | ↘4691   | ↗4983   | ↗5874   | ↗13 460 | ↗20 220 | ↗26 918 | ↗33 553 |
| 2001    | 2001    | 2002    | 2003    | 2004    | 2005    | 2005    | 2006    | 2006    | 2007    | 2007    | 2008    |
| ↘31 406 | ↗31 460 | ↘31 107 | ↘30 794 | ↘30 230 | ↘29 516 | ↗30 539 | ↘30 339 | ↘28 567 | ↘27 797 | ↗30 174 | ↘27 314 |
| 2008    | 2009    | 2009    | 2010    | 2010    | 2011    | 2011    | 2012    | 2013    | 2014    | 2015    | 2016    |
| ↗30 011 | ↘29 883 | ↘26 936 | ↗29 764 | ↘26 363 | ↘25 651 | ↘25 540 | ↘25 205 | ↘24 773 | ↘24 295 | ↘23 964 | ↘23 563 |
| 2017    | 2018    | 2019    | 2020    | 2021    | 2022    | 2023    |         |         |         |         |         |
| ↘22 703 | ↘22 039 | ↘21 555 | ↘21 287 | ↗22 642 | ↘22 264 | ↘22 261 |         |         |         |         |         |

Национальный состав
В 1900 году из 6 288 жителей, 4 421 (70,3 %) — иудеи, 1 515 (24,1 %) — католики, 284 (4,5 %) — православные, 59 (0,9 %) — лютеране
Согласно национальной переписи населения 2011 года в городе проживало 25 540 человек (12 место среди городов страны), подавляющее большинство из которых литовцы:
- литовцы — 24887 (из них 1169 причисляют себя к жямайтийцам[10]) человек;
- русские — 436;
- украинцы — 35;
- белорусы — 30;
- немцы — 11;
- поляки — 10;
- остальные — 11;
- не указали — 105,

## Высшее образование
В городе действуют три заведения высшего образования.
- Вильнюсская художественная академия, Тельшайский факультет искусств;
- Тельшяйская семинария;
- Коллегия социальных наук (Тельшяйский филиал).

## Города-побратимы
- Крнов, Чехия
- Миньск-Мазовецки, Польша
- Лицен, Австрия
- Бассум, Германия

## Топографические карты
- Лист карты N-34-V Тельшяй. Масштаб: 1 : 200 000. Издание 1980 г.